# バチェラー・パーティー

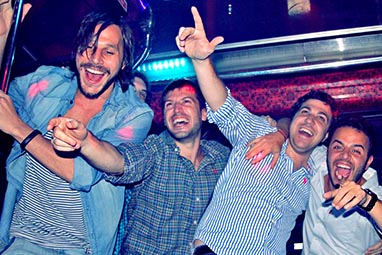
バチェラー・パーティー

バチェラー・パーティー（米: Bachelor party）、スタッグ・パーティー（英: Stag party）、スタッグ・ナイト（英: Stag night）、バックズ・ナイト（豪: Buck's night）とは、新郎（結婚をする男性）が独身最後の夜を同性の友人と過ごすパーティーのこと。ストリップ観賞が伝統である。なお、新婦（女性）が独身最後の夜を同性の友人と過ごすパーティは、バチェロレッテ（バチェロレット）・パーティーと呼ぶ。
日本語では「独身さよならパーティー」、「独身お別れパーティー」と訳されることもある。

## バチェラー・パーティーを扱った作品
- 独身SaYoNaRa! バチェラー・パーティ[8]
- ベリー・バッド・ウェディング[9]
- ハングオーバー! 消えた花ムコと史上最悪の二日酔い[10]
- ハングオーバー!! 史上最悪の二日酔い、国境を越える[11]